# Nicolaes Cleynaerts

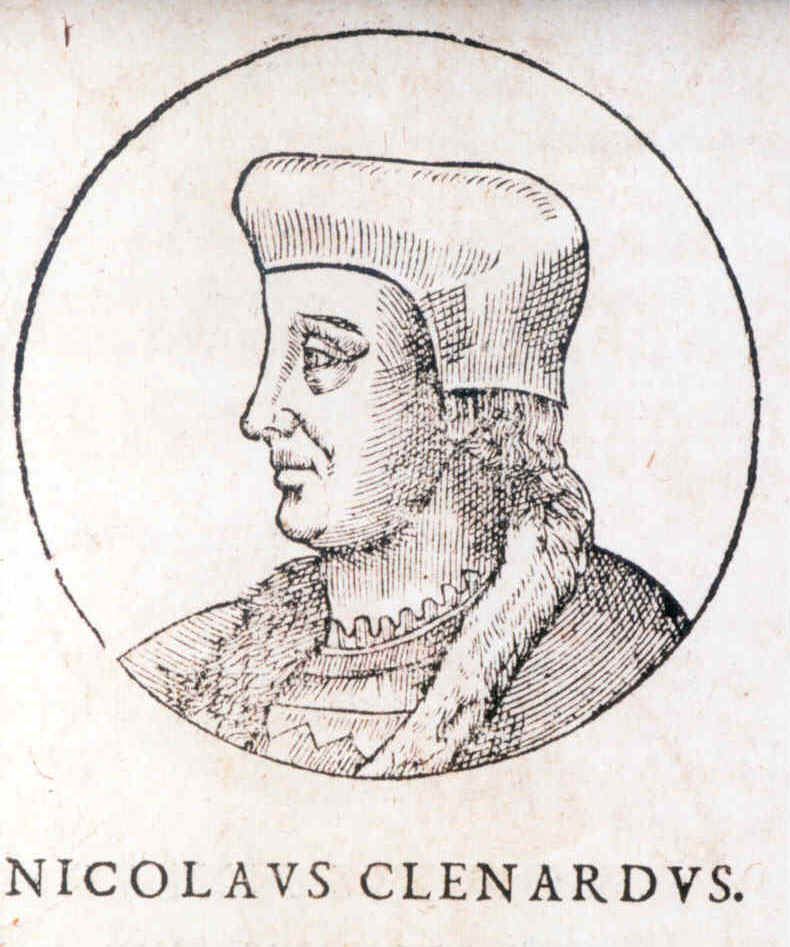
Nicolaes Cleynaerts

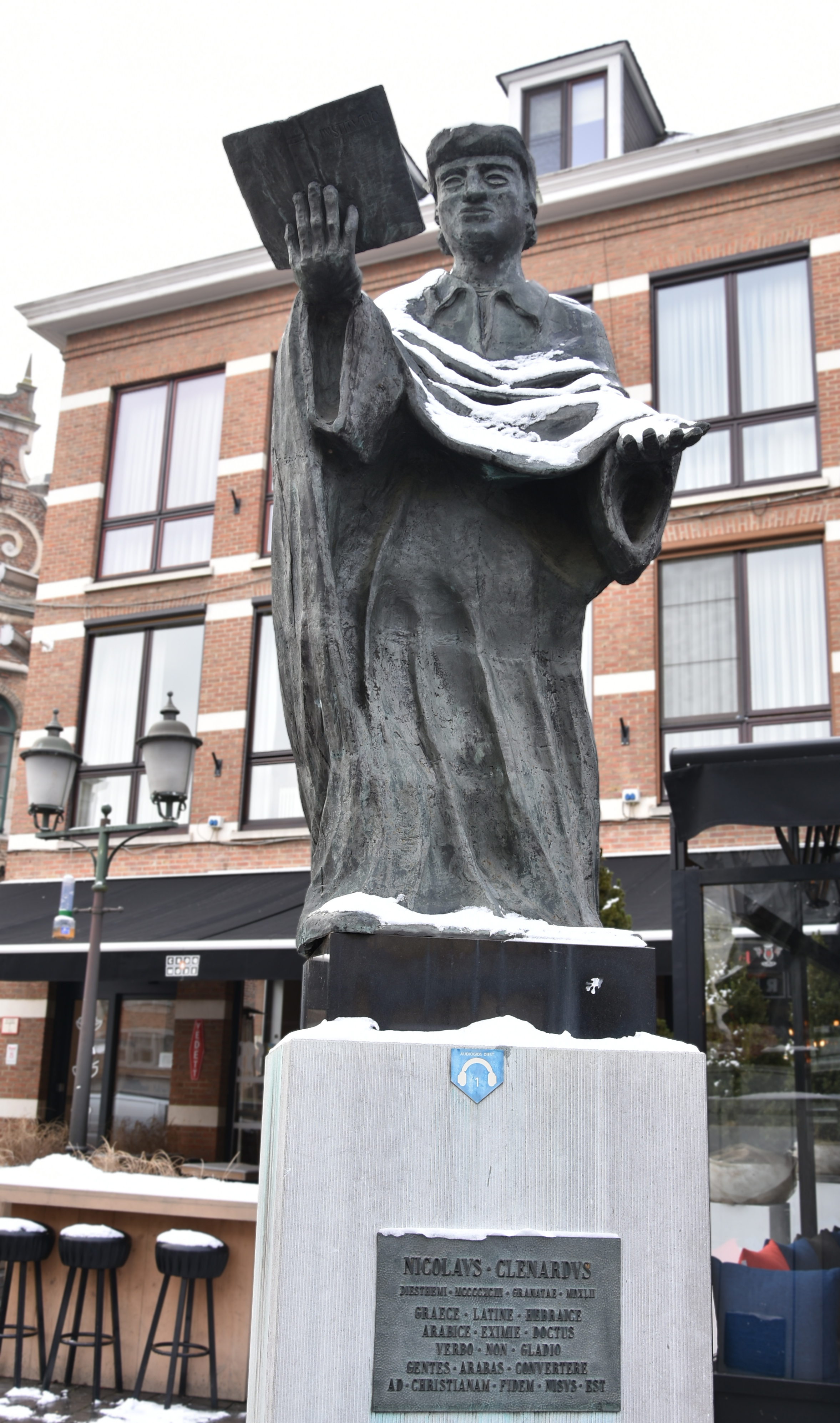
Standbeeld van Nicolaes Cleynaerts te Diest

Nicolaes Cleynaerts, ook bekend als Clenardus, (Diest, 5 december 1493 - Granada, 1542) was een Vlaams katholiek priester, theoloog, humanist en arabist die pleitte voor meer menselijkheid en mededogen binnen het christendom en streefde naar een toenadering tussen het christendom en de islam.

## Biografie
Cleynaerts was de zoon van een Diestse leerlooier. Aan de Universiteit van Leuven promoveerde hij tot theoloog. Hij studeerde Grieks en Hebreeuws in het Drietalencollege en leerde door autodidactie het Arabisch. Hij publiceerde een Hebreeuwse en een Griekse grammatica. De laatste werd verspreid over heel Europa en in meer dan 500.000 exemplaren gedrukt. Hierdoor gaf hij een belangrijke impuls aan het studeren van klassieke talen. Hij ontwikkelde een leermethode voor het Latijn, gebaseerd op conversatie.
In 1531 reisde hij naar Spanje. Hij was een tijdlang bibliothecaris van Fernando Colón, zoon van Christoffel Columbus, en in 1542 docent in Salamanca. Later reisde hij verder naar Portugal waar hij les gaf aan prins Henrique, broer van koning João III. Op weg naar huis raakte hij in Granada vertrouwd met de islamitische theologie toen hij de Moorse geletterde slaaf Kharuf ontmoette. Zijn levensdoel bestond erin het christendom en de islam door middel van dialoog en wederzijds begrip dichter bij elkaar te brengen om uiteindelijk, "zoals god het wilde", de scheiding tussen beide religies ongedaan te maken. Niet te vuur en te zwaard, zoals Keizer Karel V, maar verba non gladio, met de overtuigingskracht van het woord. Door de koran te vertalen naar het Latijn en jonge priesters Arabisch aan te leren zou de evangelisatie van moslims veel efficiënter verlopen. Door deze naar eigen zeggen "vreedzame kruistocht" raakte hij in conflict met de Spaanse en Portugese autoriteiten. Hij uitte ook kritiek op de Inquisitie.

### Ontdekkingsreis
Om zijn kennis van het Arabische en de islamitische cultuur te verdiepen vertrok Cleynaerts in maart 1540 op ontdekkingsreis naar Fez, op dat moment het religieuze centrum van de islam in de Magreb. Na een maandenlange, uitputtende tocht door het Rifgebergte arriveerde hij op 1 mei 1540 in Fez. In ruil voor de vrijlating van zijn slaaf Kharuf, gaf Sultan Achmad al-Wattasi hem de toelating om in de stad te verblijven. In de stad ging hij op zoek naar oude Arabische manuscripten, bestudeerde de koran en discussieerde er met geestelijken en intellectuelen. Hij probeerde tevergeefs de Karaouine-moskee te bezoeken, dat met zijn omvangrijke bibliotheek al sinds de 9e eeuw het intellectuele en spirituele hart van Fez vormde. Deze universiteitsmoskee was evenwel en is nog steeds voorbehouden aan moslims. Door zijn vele contacten en onvermoeibare drang naar kennis wekte hij na verloop van tijd het wantrouwen op van boekenverkopers en fanatieke schriftgeleerden. Zij verdachten hem ervan een spion of valse profeet te zijn die hen kwam bekeren. Wanneer Cleynaerts bij de sultan enkele christelijke slaven vrijkocht kwam hij bovendien onvrijwillig in het vaarwater van de Portugese consul die eveneens slaven vrijkocht maar daarbij telkens een flinke winst opstreek. Wanneer de Portugese consul een lastercampagne tegen hem voerde en de belangrijkste imam van Fez een fatwa over hem uitsprak moest Cleynaerts in augustus 1541, na anderhalf jaar verblijf, halsoverkop vluchten, blut en gedesillusioneerd. Op instigatie van prins Enrique, intussen groot-inquisiteur geworden, stopte het Portugese hof de betaling van zijn toelage en viel hij definitief in ongenade. Cleynaerts stierf, persona non grata in Portugal en verdacht als dubieuze christen in Spanje, berooid, in 1542 in het Alhambra te Granada waar hij ook begraven ligt.
Veel van zijn brieven zijn bewaard gebleven. Zijn Latijnse brieven zijn voor de kennis van het Spaans-Portugese en Marokkaanse milieu van de 16e eeuw van onschatbare waarde.

## Externe Links
Gedigitaliseerde publicaties van de auteur beschikbaar via:
- Rvdimenta lingvae græcæ
- Tabvla in grammaticen Hebræam
- Meditationes græcanicæ in artem grammaticam

## Eerbetoon
Op de Grote Markt van Diest staat een standbeeld van hem, gegoten in brons. De stad Leuven houdt hem in ere met een beeldje op de zijgevel van het stadhuis en de stad Hasselt heeft een Nicolaas Cleynaertslaan.